# Trực Hùng
Trực Hùng là xã thuộc huyện Trực Ninh, tỉnh Nam Định, Việt Nam.

## Địa giới hành chính
Xã Trực Hùng nằm ở phía nam của huyện Trực Ninh.
- Phía đông giáp thị trấn Ninh Cường
- Phía nam giáp huyện Hải Hậu và huyện Nghĩa Hưng
- Phía tây giáp huyện Nghĩa Hưng.
- Phía bắc giáp huyện Nghĩa Hưng và thị trấn Ninh Cường.

Đây là địa phương có dự án Đường cao tốc Ninh Bình – Hải Phòng đi qua.

## Lịch sử hành chính
Vùng đất Trực Hùng vào trước năm 1945 gồm các thôn Lác Môn, Lác Lý, Lác trại. Từ năm 1946 thuộc xã Tam Lác, huyện Trực Ninh. Đến năm 1952, xã Tam Lác đổi thành xã Trực Hùng.
Tháng 3 năm 1968, xã Trực Hùng thuộc huyện Trực Ninh, tỉnh Nam Hà được sáp nhập vào huyện Hải Hậu, đồng thời huyện Trực Ninh và huyện Nam Trực sáp nhập thành huyện Nam Ninh.
Từ tháng 12 năm 1975, xã Trực Hùng thuộc huyện Hải Hậu, tỉnh Hà Nam Ninh.
Từ tháng 12 năm 1991, xã Trực Hùng thuộc huyện Hải Hậu, tỉnh Nam Hà.
Từ tháng 11 năm 1996, xã Trực Hùng thuộc huyện Hải Hậu, tỉnh Nam Định.
Tháng 2 năm 1997, xã Trực Hùng được chuyển về huyện Trực Ninh mới tái lập.